# Максиміліан фон Герфф
Максиміліан Карл Отто фон Герфф (нім. Maximilian Karl Otto von Herff; 17 квітня 1893 — 6 вересня 1945) — один з вищих офіцерів СС, обергруппенфюрер СС і генерал військ СС. Начальник Головного управління кадрів СС. Кавалер Лицарського хреста Залізного хреста.

## Біографія
Син лікаря, прусського санітарного радника. Виходець із знатного роду, що походив від льєзьких гугенотів, які втекли від переслідувань в Німеччину.
Учасник Першої світової війни. З серпня 1914 року служив лейтенантом в 115-му лейб-піхотному (1-му лейб-гвардійському велікогерцогской Гессенського) полку прусської армії. Пізніше служив у 5-му Нижньосілезькому і 164-му піхотних полках. Кілька разів поранений. За бойові заслуги відзначений численними нагородами.
З березня по жовтень 1919 року служив в Ганноверському фрайкорі. Після демобілізації армії залишений в рейхсвері. З 1926 року служив у 18-му кавалерійському полку.
У 1928 році — офіцер 15-го піхотного полку. З березня 1935 року — офіцер штабу VIII-го армійського корпусу вермахту в Бреслау, з січня 1939 року — ад'ютант в штабі XVII-го армійського корпусу Третього рейху у Відні.
Учасник Другої світової війни. У листопаді 1940 року фон Герфф був призначений командиром 115-стрілецького полку 15-ї танкової дивізії. З квітня по травень 1941 року — командир «Бойової групи Герфф » в складі Африканського корпусу, бився під Тобруком (Лівія).
З 13 травня 1941 по 16 червня 1941 — командир 15-ї танкової дивізії. Учасник операцій «Brevity» і «Skorpion».
У листопаді 1941 року його однополчанин Карл Вольф представив його рейхсфюреру СС Генріху Гіммлеру. При реорганізації кадрової справи в СС був запрошений Гіммлером в СС. 1 грудня 1941 року виключений зі складу вермахту і переведений у війська СС. З 9 грудня 1941 року — член СС (посвідчення №405 894). Служив в РСХА. З 8 квітня 1942 року — член НСДАП (партійний квиток №8 858 661). Фанатичний націонал-соціаліст, в березні 1943 року відмовився від протестантської віри. Після тривалого навчання, був призначений начальником Головного управління кадрів СС (з 1 жовтня 1942 і до кінця війни).
У травні 1943 року фон Герфф справив інспекцію об'єктів СС в окупованій Польщі. У генерал-губернаторстві він відвідав 12 концтаборів, в тому числі Майданек, Травники і гарнізон СС в Любліні. 15 травня фон Герфф зустрівся і заслухав звіт группенфюрера СС Юргена Штропа про заходи з придушення повстання у Варшавському гетто.
На початку травня 1945 року після невдалої спроби втечі опинився в британському полоні і був ув'язнений в таборі військовополонених на півночі Англії в Грізейд-Голі. 6 вересня 1945 року Максиміліан фон Герфф помер від інсульту в табірному шпиталі і був похований на німецькому військовому цвинтарі в Стаффордширі.

## Звання
- Фанен-юнкер (4 серпня 1914)
- Лейтенант (11 лютого 1915)
- Обер-лейтенант (18 жовтня 1918)
- Гауптман (1 лютого 1928)
- Майор (1 жовтня 1934)
- Оберст-лейтенант (1 серпня 1937)
- Оберст (1 листопада 1941)
- Оберфюрер СС (9 грудня 1941)
- Бригадефюрер СС і генерал-майор військ СС (20 квітня 1942)
- Группенфюрер СС і генерал-лейтенант військ СС (30 січня 1943)
- Обергруппенфюрер СС і генерал військ СС (20 квітня 1944)

## Нагороди

### Перша світова війна
- Залізний хрест 2-го класу (14 жовтня 1914)
- Медаль «За відвагу» (Гессен) (24 листопада 1915)
- Залізний хрест 1-го класу (4 липня 1917)
- Військовий почесний знак в залізі (13 листопада 1917)
- Королівський орден дому Гогенцоллернів, лицарський хрест з мечами (8 листопада 1918)
- Хрест «За вірну службу» (Шаумбург-Ліппе)

### Міжвоєнний період
- Нагрудний знак «За поранення» в сріблі (11 січня 1919)
- Орден Святого Йоанна (Бранденбург), почесний лицар
- Почесний хрест ветерана війни з мечами
- Пам'ятна військова медаль (Австрія)
- Пам'ятна військова медаль (Угорщина)
- Медаль «За вислугу років у Вермахті» 4-го, 3-го, 2-го і 1-го класу (25 років)
- Медаль «У пам'ять 13 березня 1938 року»
- Медаль «У пам'ять 1 жовтня 1938»

### Друга світова війна
- Застібка до Залізного хреста 2-го і 1-го класу
- Нагрудний знак «За танкову атаку» в сріблі
- Нагрудний знак «За поранення» в сріблі
- Лицарський хрест Залізного хреста (13 червня 1941)
- Почесний кут старих бійців із зіркою
- Йольський свічник
- Цивільний знак СС (№10 141)
- Почесна шпага рейхсфюрера СС
- Кільце «Мертва голова»
- Срібна медаль «За військову доблесть» (Італія) (1943)
- Нарукавна стрічка «Африка» (1943)